# Grotte Vallier
La grotte Vallier est située sur la commune de Seyssins dans le massif du Vercors sous Le Moucherotte à l'altitude de 1 520 mètres.

## Historique

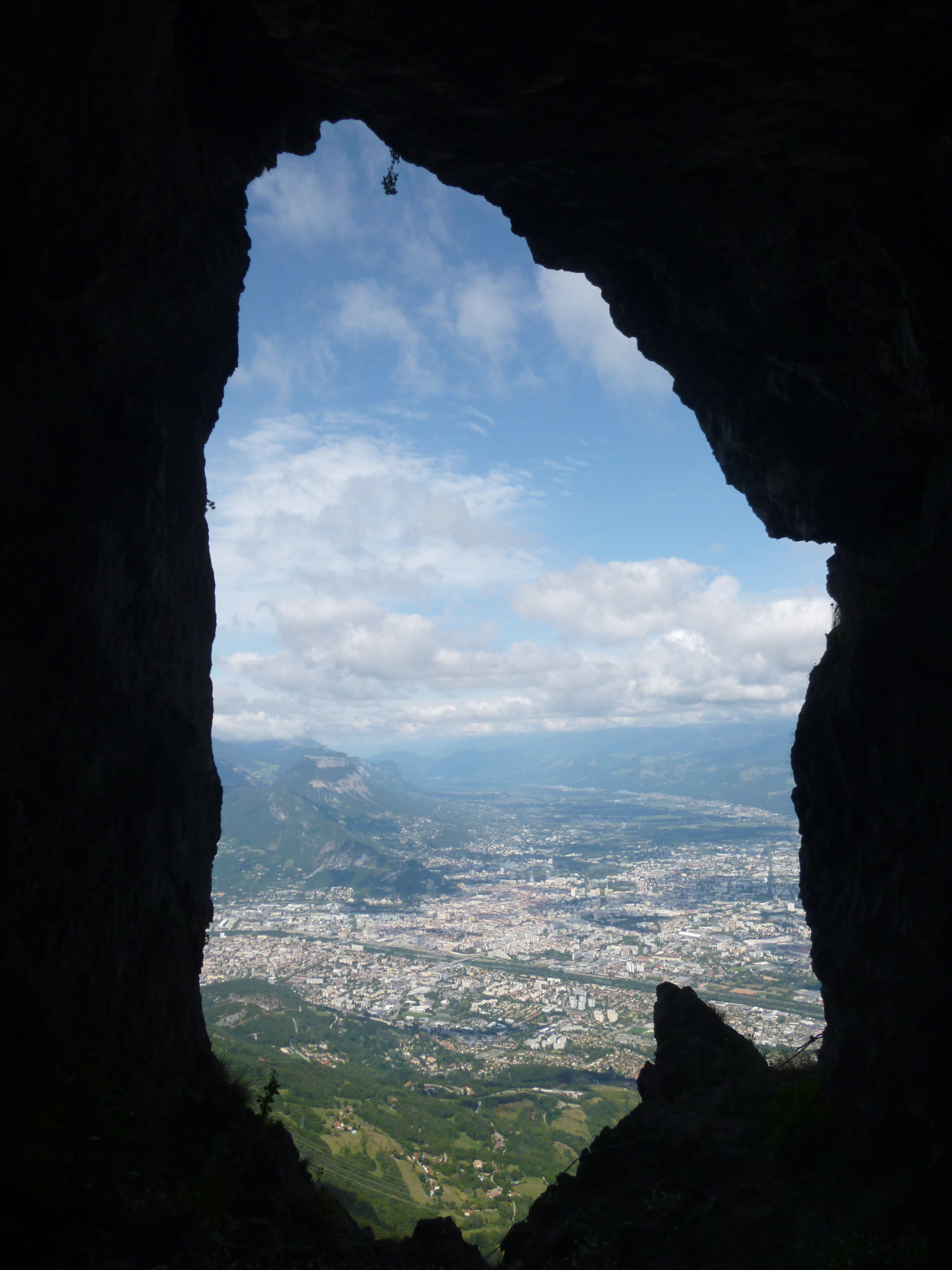
Vue de la cuvette grenobloise se détachant depuis la grotte Vallier.

À l'époque gallo-romaine, le porche est fréquenté. La grotte est redécouverte par M. Vallier le 15 octobre 1910. De nombreux spéléologues tentent en vain la désobstruction à l'arrivée du courant d'air. Entre 1982 et 1983, le club les Furets Jaunes de Seyssins, après sept séances d'agrandissement passe l'obstacle. Le réseau supérieur est exploré en 1987 puis le réseau inférieur en 1988-1989. En 1990 le point bas de la cavité est atteint à -393 m après la descente d'un puits de 98 m, le Black Hole,. En 1991 et 1992 des découvertes complémentaires sont effectuées. En 1995 d'autres explorations portent le développement à 9287 mètres pour une profondeur de 405 m.

## Géologie
La cavité a perdu une partie de son réseau du fait du recul des falaises. Elle se developpe dans les calcaires de faciès urgonien en contact avec les marnes hauteriviennes. Une datation d'un plancher stalagmitique a permis de remonter sa formation à −780 000 ans. Son creusement est antérieure au Pléistocène. La grotte est également réputée pour ses bouquets d'aragonite.